# 指物師ギルドの祭壇画 (マサイス)
『指物師ギルドの祭壇画』（さしものしギルドのさいだんが、蘭: Altaarstuk van het schrijnwerkerambacht、英: Joiners' Guild Altarpiece）は、初期フランドル派の画家クエンティン・マサイスが1511年ごろ、板上に油彩で描いた三連祭壇画である。1497年、指物師ギルド (組合) が樽製造者ギルドから分離した後、指物師ギルドのために制作された。時に『受難の祭壇画』（じゅなんのさいだんが、英: Passion Altarpiece）、または、両翼パネルに描かれている洗礼者聖ヨハネと福音書記者聖ヨハネの殉教にちなんで『殉教の祭壇画』（じゅんきょうのさいだんが、英: Martyrdom Altarpiece）とも呼ばれる。これら2人の聖人は大工職人の守護聖人で、両翼パネルの外側にもグリザイユで登場している。中央パネルは、死せるイエス・キリストへの哀悼を表している。作品は現在、アントワープ王立美術館に所蔵されている。

## 制作の経緯
新しくできた指物師ギルドは、作品制作依頼のため最初にルーヴェンで活動していた2人の彫刻家、ペーテルツェールス (Peterceels) とヤン・ファン・ケッセルに接触したが、この試みも、1503年のアントウェルペン (アントワープ) での別の彫刻家への制作依頼もすべて失敗した。1508年、依頼はマサイスに回された。マサイスは、現在では失われているキリスト降架を表してた祭壇画をすでに樽製造者ギルドのために制作していた。指物師ギルドとマサイスとの間の契約は現存しており、画家への300ギルダーの支払いを約定するものであった。しかしながら、1511年8月26日に最終的に絵画が手渡された時、マサイスの最初の結婚相手であったアレイト・ファン・タイルト (Alijt van Tuylt) との間の子供たち、クィンテン (Quinten) とカタリーナ (Catharina) のために基金を創設することが決定された。

## 作品
本作の登場人物のうちの何人かは、マサイスがアントウェルペンで見かけたであろう多数の異国の人々の容貌に触発されたと思われる。中央パネルは、アリマタヤのヨセフが聖母マリアにキリストの亡骸を埋葬する許可を求めにやってきたところを描いている。福音書記者聖ヨハネに支えられている聖母マリアはくずおれて、膝立ちになっている。前景では、ヨセフがキリストの頭部の血の付いた肉片を摘まんでいる。ニコデモはキリストの亡骸を脇の下から引き上げようとしている。背景にはゴルゴタの丘があり、わずかの木々、十字架、磔にされた盗賊が見える。
右翼パネルは非常に残酷な場面で、福音書記者聖ヨハネが沸騰している油釜に投げ込まれているところを描いている。左翼パネルは、サロメが洗礼者聖ヨハネの頭部をヘロデに捧げているところを表している。

## 歴史
本祭壇画は、設置されてから19年後の教会の大火だけでなく、1566年のイコノクラスム (偶像破壊運動) の波も潜り抜けた。フェリペ2世 (スペイン王) もエリザベス1世 (イングランド女王) も本作を購入しようとしたが、画家マールテン・デ・フォスがアントウェルペン市議会に海外流出を防ぐために作品を購入するようなんとか説得した。作品は短期間、市議会ホールに展示された後、1590年に聖母大聖堂内の、市の判事たちに使用されていたベスネイデニス礼拝堂 (Besnijdeniskapel) 祭壇に設置された。フランス革命中、アントウェルペン在中の画家ウィレム・へレインス (Willem Herreyns)  は、作品が競売にかけられ、フランス占領軍によってパリに持ち去られるのを阻止した。1798年に、作品はドゥー・ネット中央学院 (École Centrale des Deux Nèthes) に移された。その時、絵画、大理石の基部、そして2つの銅の覆いは、フランスの検査官により600フロリンと見積もられた。作品は、最終的に1810年、ドゥー・ネット中央学院から現在のアントワープ王立美術館の所蔵となった。